# Zhuyuan (socken i Kina, Sichuan)
Zhuyuan (kinesiska: 朱元乡, 朱元) är en socken i Kina. Den ligger i provinsen Sichuan, i den sydvästra delen av landet, omkring 380 kilometer nordost om provinshuvudstaden Chengdu. Antalet invånare är 4 242. Befolkningen består av 2 110 kvinnor och 2 132 män. Barn under 15 år utgör 21,0 %, vuxna 15-64 år 67 %, och äldre över 65 år 10,0 %.
Genomsnittlig årsnederbörd är 1 409 millimeter. Den regnigaste månaden är juli, med i genomsnitt 293 mm nederbörd, och den torraste är december, med 5 mm nederbörd.